# Rio Verde (Goiás)
| \| Rio Verde \|                   |
| Lage der Stadt Rio Verde in Goiás |
| Rio Verde                         |

| Rio Verde |

Rio Verde, amtlich portugiesisch Município de Rio Verde, ist eine brasilianische Gemeinde im Bundesstaat Goiás. Sie liegt südwestlich der brasilianischen Hauptstadt Brasília und von Goiânia, der Hauptstadt des Bundesstaates.

## Geographische Lage
Goiás liegt in der Region Mittelwesten.
Rio Verde grenzt an folgende Gemeinden:
- im Norden an Caiapônia und Montividiu
- im Nordosten an Paraúna und Santo Antônio da Barra
- im Osten an Santa Helena de Goiás
- im Südosten an Maurilândia und Castelândia
- im Süden an Quirinópolis und Cachoeira Alta
- im Südwesten an Aparecida do Rio Doce
- im Westen an Jataí

## Städtepartnerschaften
Rio Verde pflegt Partnerschaften mit folgenden Städten:
- Adelaide (Australien)
- Haarlem (Holland)
- Porto Alegre (Brasilien)
- Sacramento (USA)